# 텀블러 (병)
텀블러(tumbler)는 컵과 보온병의 중간인 용기이다. 일회용품을 쓰지 않기 위해 텀블러를 쓰는 사람들이 있다.